# Ołtarz Eucharystii
Ołtarz Eucharystii także Ołtarz Najświętszego Sakramentu, Ołtarz Ostatniej Wieczerzy (niderl. Het Laatste Avondmaal) – przykład malarstwa tablicowego doby późnego gotyku w Niderlandach. Dzieło Dirka Boutsa wykonane w latach 1464–1468 dla kościoła św. Piotra w Lowanium, gdzie znajduje się do dziś.

## Wygląd i analiza
Jest to tryptyk o wymiarach 185 × 294 cm. Część środkowa ma wymiary 180 × 150 cm, obrazy skrzydeł bocznych 88,5x71,5. Wszystkie obrazy ołtarza namalowane są techniką olejną na desce. Część środkowa Ostatnią Wieczerza. Na lewym skrzydle sceny Spotkanie Abrahama z Melchizedekiem (u góry), oraz Pascha żydowska(u dołu). Na prawym skrzydle Zbieranie manny (u góry) i Eliasz na pustyni(u dołu).
Obraz środkowy przedstawia Ostatnią Wieczerzę symbolizującą Eucharystię. Zdarzenie to rozgrywa się w dużym jasnym pomieszczeniu, typowym dla architektury XV-wiecznej. Dominantę tworzy wielki stół przy którym siedzi Jezus wraz z apostołami. Usytuowany w samym centrum sceny Chrystus dokonuje kapłańskiego aktu Eucharystii, ponad ozdobnym kielichem z winem podnosi symbolizujący chleb opłatek. Chrystus ukazany jest en face patrzy się jednocześnie na uczniów, ale także w stronę widza. Oprócz Judasza, który ostentacyjnie wyciąga do tyłu rękę apostołowie poruszeni są poruszeni tym co czyni na ich oczach Jezus. Na nakrytym białym obrusem wokół wielkiej patery leżą kawałki pieczywa i naczynia napełnione winem. Scena rozgrywa się w typowym dla XV wieku domu mieszczańskim, co nadaje obecności Zbawiciela i Jego uczniów w pełni ludzki wydźwięk. Aby pogłębić atmosferę mieszczańskiego życia artysta wprowadził do sceny kilka jemu współczesnych postaci. Dwóch mężczyzn, jeden stojący za Chrystusem, oraz drugi znajdujący się po prawej stronie ołtarza są identyfikowani z Bractwem Najświętszego Sakramentu. To samo dotyczy kolejnych dwóch mężczyzn spoglądający zza kuchennego okienka, przy którym na blacie leżą dwie patery. Wszyscy stanowią pewien łącznik między biblijnym wydarzeniem a epoką z której pochodzi to dzieło, interpretuje się ich jako służących, oraz ministrantów pomagających w kościelnej liturgii. Nakryte drewnianym stropem pomieszczenie ma gotycki charakter, co poświadczają ostrołukowe okna z maswerkami, arkady, oraz portal na którego tympanonie jest figurka Mojżesza. Przez boczne okna sali widać fragmentarycznie miejską zabudowę. Zaś po prawej stronie widać zza portalu korytarz wiodący do ogrodu.

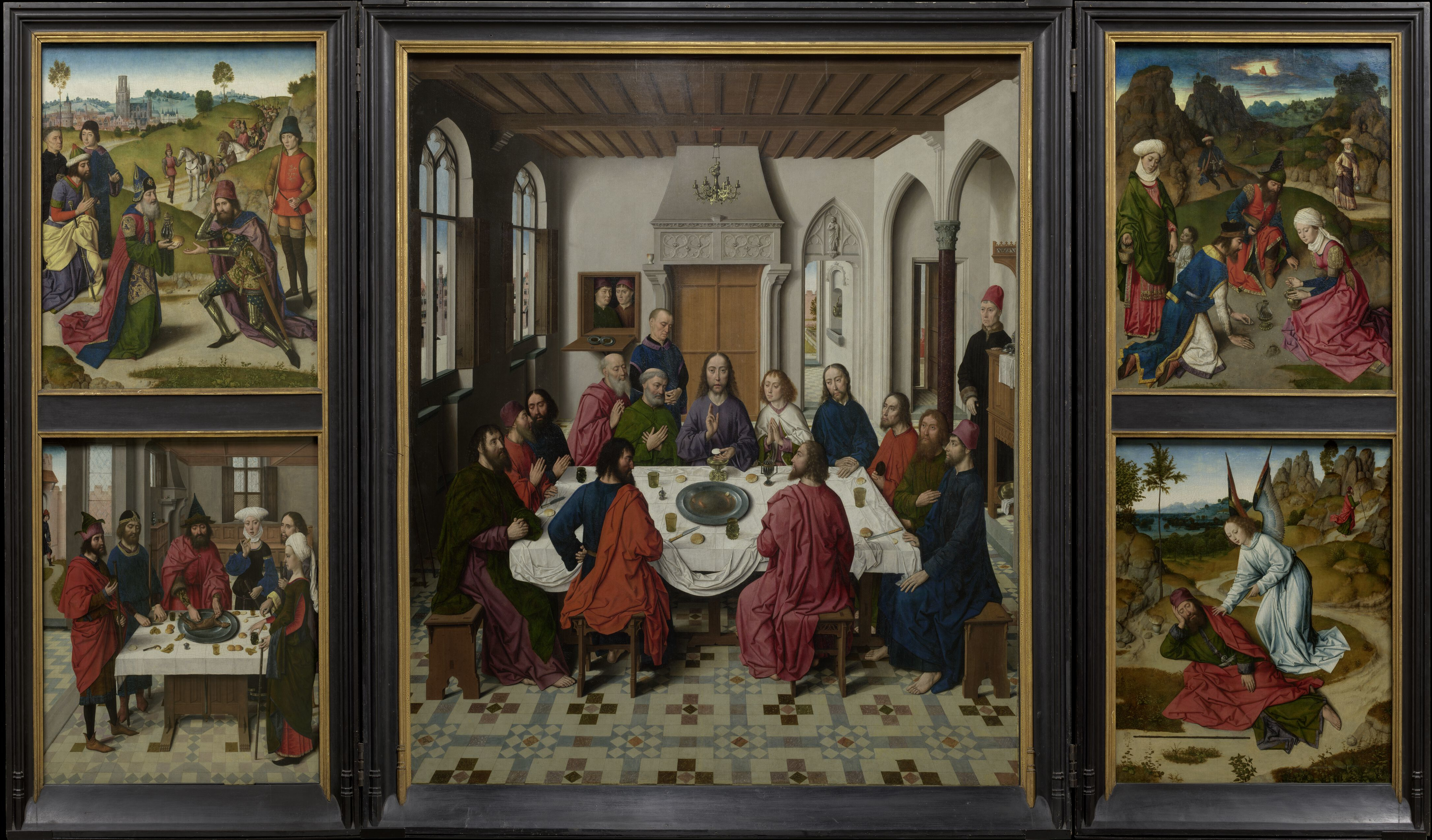
Widok ogólny Ołtarza

Boczne skrzydła zawierają cztery epizody ze Starego Testamentu, które stanowią odniesienie do sceny głównej. Pierwszy wątek jest odwołaniem do Księgi Rodzaju (Rdz 14,17-20). Melchizedek, król Szalemu i kapłan Najwyższego Boga po jego zwycięstwie nad Kedorlaomerem, podaje Abrahamowi chleb i naczynie z winem. Na pierwszym planie w geście modlitewnym patriarcha podaje dary Abrahamowi. Armia Melchizedeka oczekuje na rozkaz Abrahama stojąca w głębi w długiej krętej dolinie wiodącej do stojącego wśród pagórków miasta, które widoczne jest po lewej stronie kompozycji. Chleb i wino są odniesieniem do Eucharystii, natomiast Melchizedek będący kapłanem jest prefiguracją Zbawiciela. Pascha żydowska ilustruje wątek z Księgi Wyjścia (Wj 12 1-28) w którym Jahwe poleca Żydom, uwolnionym spod hegemonii egipskiej aby zabili baranka, upiekli go i spożyli z niekwaszonym kwasie, zanim pójdą w dalszą drogę. Stół i stojąca na nim patera z upieczonym jagnięciem, chleb i wino oraz inne utensilia mają świadome analogie do środkowego panneau ołtarza.

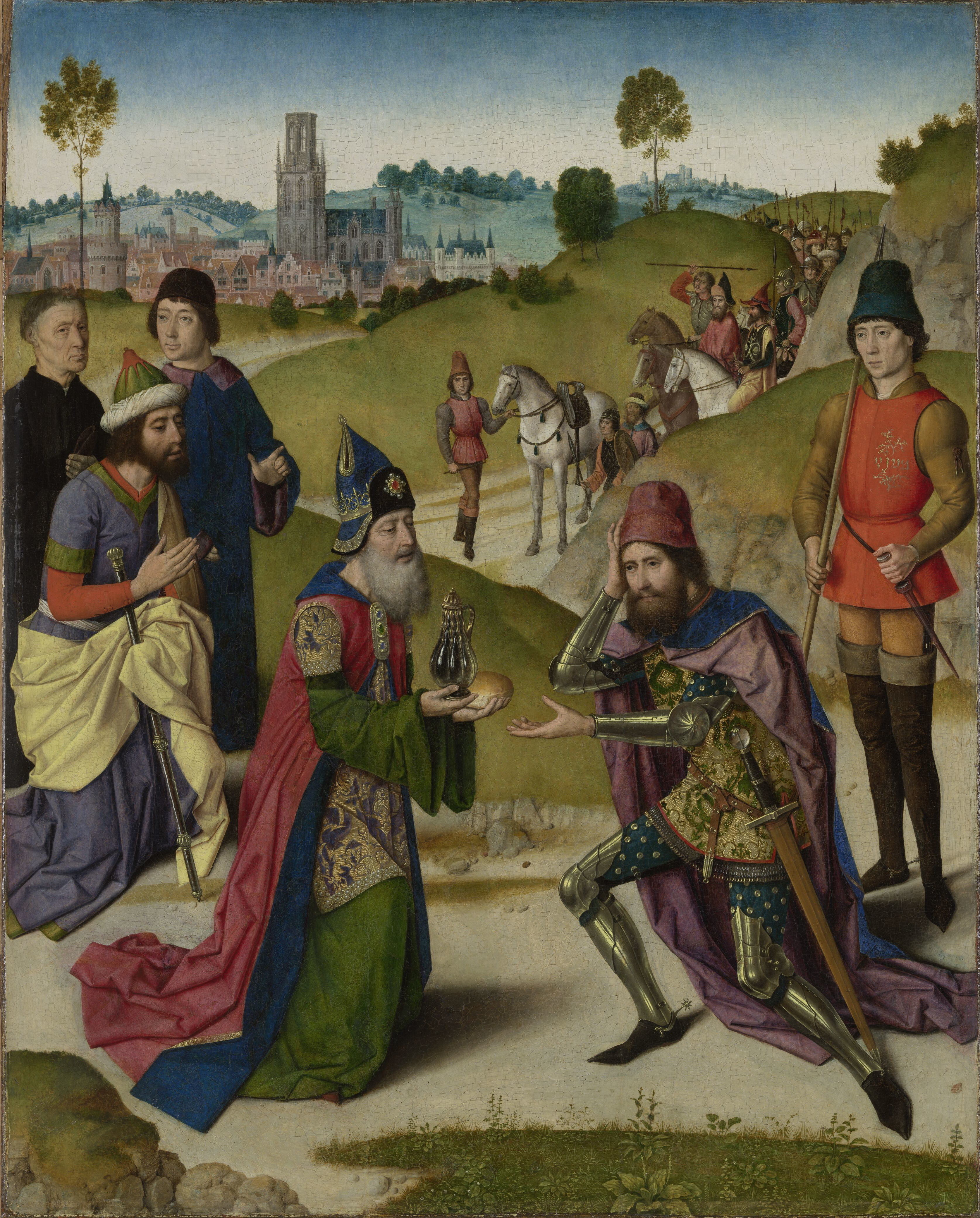
Spotkanie Abrahama z Melchizedekiem

Świadome nawiązania do Eucharystii zawierają także epizody w prawym skrzydle. Scena Zbierania manny nawiązuje do Księgi Wyjścia (Wj 16, 2-36). W drodze do Ziemi Obiecanej Izraelici przemierzając pustynię pożywiali się manną, którą należało zbierać przed wschodem słońca. Na tym obrazie biblijne tło tworzy górzysty pustynny pejzaż rozciągający się w rozległej przestrzeni. Na oznajmiającym świt niebie między chmurami został ukazany Jahwe, opiekun swego narodu. Pustynny krajobraz jest także tłem dla sceny Eliasza i anioła. Aluzją do Eucharystii są leżące obok śpiącego proroka chleb i kielich napełniony wodą. Odziany w białe zwiewne szaty lewitujący anioł budzi Eliasza aby ten spożył pokarmy które mu przyniósł. Pustynia w obu obrazach nie jest bynajmniej martwym pustkowiem. Pojedyncze rośliny, drzewa oraz ukazane w głębi zalesione wzgórza sugerują cel drogi Izraelitów, który jest już blisko.

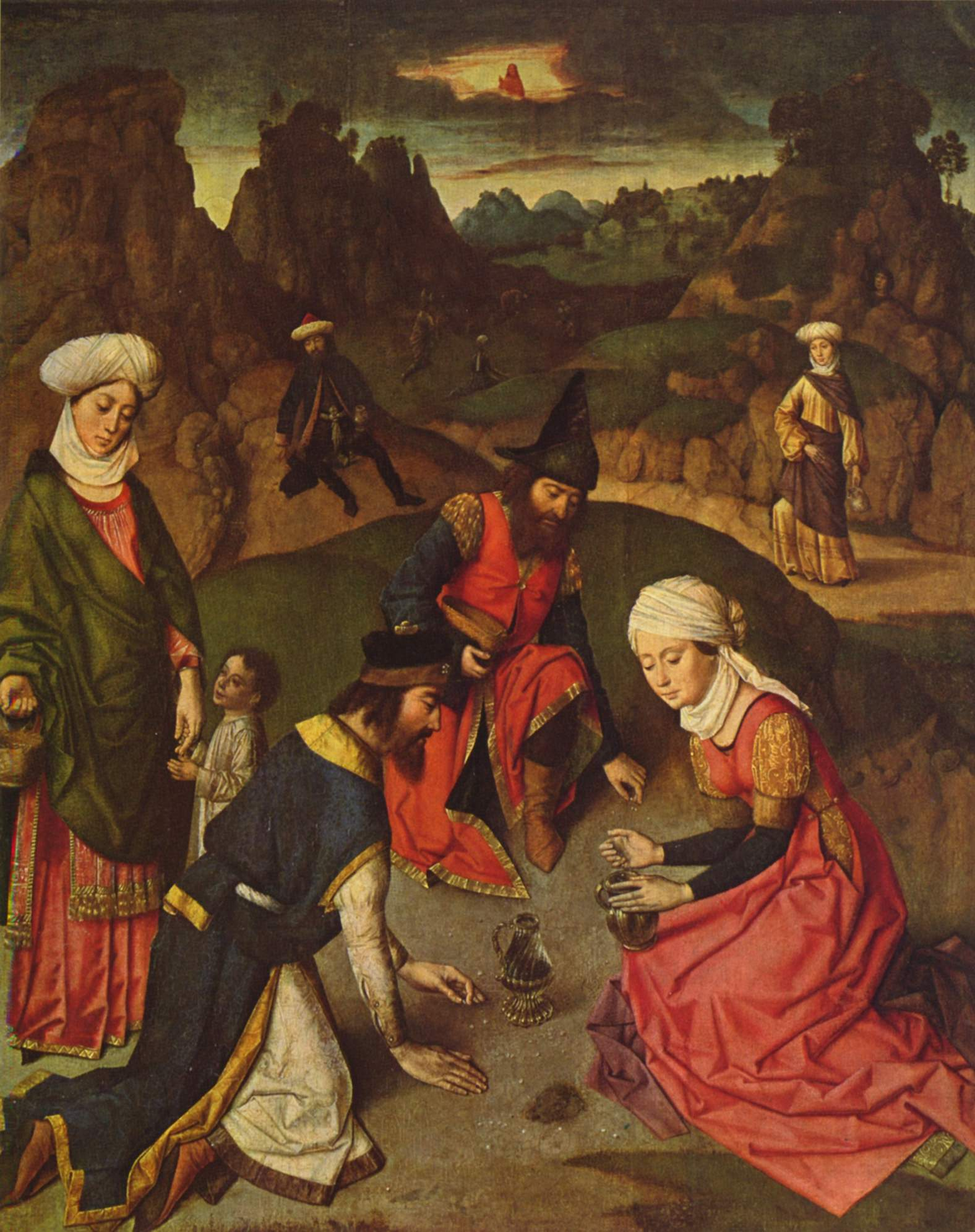
Zbieranie manny

Ołtarz powstał na zlecenie działającego w kościele Bractwa Najświętszego Sakramentu. Z racji wysublimowanego programu ikonograficznego, bezprecedensowej formy skrzydeł bocznych z jednym z pierwszych zastosowań dwóch kwater na skrzydle bocznym i silnej indywidualizacji postaci Ołtarz Eucharystii stanowi opus maius w oeuvre Dirka Boutsa, który zanim namalował poszczególne obrazy korzystał z porad teologów z uniwersytetu w Lowanium. Ponadto, aby przybliżyć wydarzenia biblijne współczesnemu odbiorcy, postaci ubrane są w odpowiednie dla epoki stroje. Dotyczy to wszystkich stanów społeczeństwa, lecz przeważają stroje charakterystyczne dla mieszczan doby późnego średniowiecza, a wówczas w Niderlandach obok duchowieństwa mieszczaństwo wiodło prym zarówno jak w gospodarce jak w kulturze i sztuce. Od strony kolorystycznej artysta prezentuje szeroką paletę barw, lecz najchętniej sięga do tonacji czerwonych, beżowych, brunatnych, czarnych, często kontrastowo zestawionych obok siebie. Charakterystyczna dla malarstwa niderlandzkiego dbałość o szczegóły swoje apogeum ma w scenie Eucharystii, w ozdobnej posadzce sali, która podobnie jak układ stołu, stropu i innych elementów architektonicznych zdradza dobrą znajomość zasad perspektywy zbieżnej i perspektywy linearnej.